# Allerslev Sogn (Lejre Kommune)
Allerslev Sogn ist eine Kirchspielsgemeinde (dän.: Sogn) auf der dänischen Insel Seeland.
Bis 1970 gehörte sie zur Harde Voldborg Herred im damaligen Københavns Amt (bis 1808: Roskilde Amt), danach zur Lejre Kommune im wieder geschaffenen Roskilde Amt, die wiederum im Zuge der Kommunalreform zum 1. Januar 2007 in der erweiterten Lejre Kommune in der Region Sjælland aufgegangen ist.
Am 1. Januar 2023 lebten von den 3097 Einwohnern der Stadt Lejre 1686 Einwohner im Kirchspiel. Die „Allerslev Kirke“ und das Schloss Ledreborg liegen auf dem Gebiet der Gemeinde.
Nachbargemeinden sind im Nordosten Kornerup Sogn, im Osten Glim Sogn, im Südosten Rorup Sogn, im Süden Osted Sogn, im Südwesten Særløse Sogn, im Westen Kisserup Sogn und im Nordwesten Gevninge Sogn.